# ウバーレ

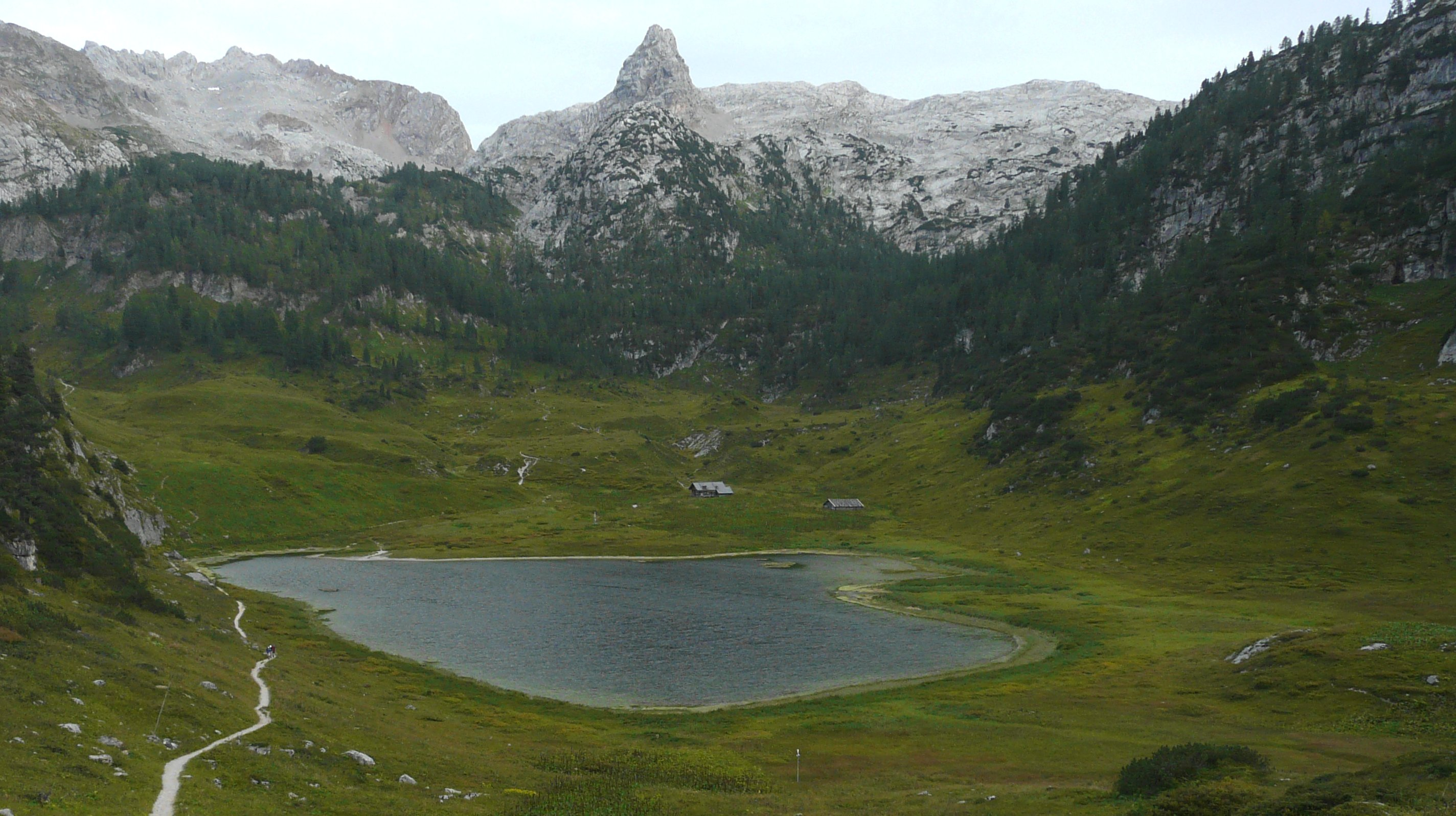
ウバーレの例（ドイツのフンテン湖）

ウバーレ（uvala）は多数の小さな互いに独立したドリーネが1つの陥没穴として結合したカルスト地形。日本語では連合擂鉢穴とも称する。
この地形は小さなドリーネが結合して生じるため、しばしば不規則な形をとり、陥没穴は浅くなる。規模の大きなウバーレは面積数平方キロメートルに達し、深さは約200メートルまでになる。